# Château Cocu
Pour les articles homonymes, voir Cocu.
Le château Cocu est un monument historique situé sur la commune d'Auzat-la-Combelle dans le département du Puy-de-Dôme.

## Historique
Construit au XIIIe siècle, il n'en subsiste de nos jours que des ruines assez importantes flanquées de tours cylindriques et de quelques restes d'un mur d'enceinte.
Propriété privée, le château est inscrit au titre des monuments historiques par arrêté du 17 juillet 1926.

## Description
Nicolas Mengus précise que les murs du château étaient recouvert de crépi.